# Charles Félix Marie Texier
Charles Félix Marie Texier (Versailles, 22 agosto 1802 – Parigi, 1º luglio 1871) è stato un archeologo e architetto francese.

## Biografia
Frequentò l'Accademia delle Belle Arti di Parigi e nel 1823 conseguì la laurea in architettura, nel 1827 fu nominato ispettore dei lavori pubblici a Parigi. Diresse gli scavi nei porti di Fréjus e di Ostia per determinare le cause del ritiro delle acque del Mar Mediterraneo.
Nel 1828 e nel 1829, fu nominato responsabile della missione archeologica dell'Académie des inscriptions et belles-lettres per gli scavi a Frejus, i risultati di questo suo lavoro furono pubblicati solo nel 1849.
Successivamente diresse di nuovo gli scavi a Fréjus ed Ostia, nel 1833 compì un viaggio di studio in Anatolia e, successivamente, nel 1839, un ulteriore viaggio di studio in Armenia, in Persia ed in Mesopotamia.
Nel 1840 fu nominato professore associato di archeologia al Collège de France e nel 1843, ispettore generale degli edifici civili in Algeria. Nel 1855 fu eletto membro dell'Académie des Inscriptions et Belles-Lettres.
Mente enciclopedica, Texier pubblicò descrizioni dell'Asia Minore, dalla Persia alla Mesopotamia, fino all'Armenia, trattando di argomenti diversi e vari fra cui l'arte, i monumenti storici, gli usi e costumi, la geografia, la geologia, le planimetrie di antiche città ed un libro di architettura bizantina.

## Pubblicazioni
- Description de l'Asie Mineure faite par ordre du gouvernement français dal 1833 al 1837 et publiée par le ministère de l'Instruction publique, 1849, opera dedicata al re Luigi Filippo di Francia
- Description géographique, historique et archéologique des provinces et des villes de la Chersonnèse d'Asie (Parigi, Firmin Didot, 1862, 1882)
- Description de l'Arménie et de la Perse, de la Mésopotamie (Parigi, 1842-1845)
- Édesse et ses monuments (Parigi, 1859)
- L'Architecture byzantine ou recueil de monuments des premiers temps du christianisme en Orient, Londra, 1864 (con R.P. Pullar)
- The principal ruins of Asia Minor, Londra, 1865 (con R.P. Pullar)